# Bombus cockerelli
Bombus cockerelli är en biart som beskrevs av Franklin 1913. Den ingår i släktet humlor och familjen långtungebin. Inga underarter finns listade.

## Taxonomi
Artens taxonomiska ställning är omstridd; vissa auktoriteter betraktar den som en synonym till Bombus vagans.

## Beskrivning
Bombus cockerelli har övervägande gul mellankropp, tergiterna (ovansidans bakkroppssegment, nummer ett längst fram) nummer ett, två och fem ljusgula, de övriga svarta utan spår av gult utom på den yttersta sidobehåringen..

## Ekologi
Arten förefaller vistas i täta skogar. Hanar har ännu ej påträffats. Humlan har påträffats på nicktistel.

## Utbredning
Arten förekommer endast på ett omkring 777 km2 stort område i New Mexico i USA, det minsta område över huvud taget för någon humleart. Arten är mycket sällsynt; mellan 1913 och 1956 hade endast 23 individer påträffats. 2011 upptäcktes ytterligare 3; fram till 2013 har totalt 34 individer upptäckts. 